# ビタミンKエポキシドレダクターゼ (ワルファリン感受性)
ビタミンKエポキシドレダクターゼ (ワルファリン感受性)（vitamin-K-epoxide reductase (warfarin-sensitive)）は、ステロイド生合成酵素の一つであり、次の化学反応を触媒する酸化還元酵素である。
反応式の通り、この酵素の基質は2-メチル-3-フィチル-1,4-ナフトキノンと酸化ジチオトレイトールと水、生成物は2,3-エポキシ-2,3-ジヒドロ-2-メチル-3-フィチル-1,4-ナフトキノンと1,4-ジチオトレイトールである。
ワルファリンがこの酵素の酵素阻害剤であることが知られている。
組織名は2-methyl-3-phytyl-1,4-naphthoquinone:oxidized-dithiothreitol oxidoreductaseである。